# Беженский роман
Беженский роман — условный термин, сложившийся в литературе первой волны эмиграции, часто использовавшийся в качестве подзаголовка в произведениях писателей, эмигрировавших из России после революции 1917 года.
В беженских романах, которые носят автобиографичный характер, описывались «„хождения по мукам“ на чужбине, быт и нравы эмигрантской жизни». По словам Г. Адамовича, «эмиграция и беженство — понятия различные. В русском зарубежном рассеянии понятия эти слились…».
Главными вопросами первого этапа развития беженского романа были «судьба России и отношение к большевикам» («Купол св. Исаакия Далматского» Куприна А. (1928), «Солнце мертвых» Шмелёва И. (1923) и др.). Критики отмечают, что в первые годы эмиграции в русской литературе зарубежья главенствовал «культ русской берёзки», выражавшийся в обращении к истокам народной русской культуры. Желая вернуться на родину и отомстить («Души живые» Ренникова А. (1925) и др.), эмигранты одновременно потеряли надежду на спасение со стороны Запада («Среди потухших маяков: Из записок беженца» Наживина И.(1922) и др.).
В беженских романах «незамеченного поколения» «эмигрантских сыновей» рассказывалось о «беспросветном существовании опустившихся русских эмигрантов, после разрыва с родиной не сумевших найти себе места в жизни» («Повесть о пустяках» Анненкова Ю. (1934), «Машенька» Набокова В. (1926) и др.). После Второй мировой войны беженский роман по-прежнему развивался литераторами первой волны эмиграции.